# یوباجارا
یوباجارا (به پرتغالی: Ubajara) یک شهرستان برزیل در برزیل است که در سئارا واقع شده‌است.